# 颱風浣熊 (2014年)
颱風浣熊（國際編號：1408，聯合颱風警報中心：WP082014，菲律賓大氣地球物理和天文管理局：Florita）為2014年太平洋颱風季第八個被命名的風暴。「浣熊」之名是由南韓所提供，來自狗浣熊（韓語：너구리）的韓語發音。
浣熊是一個既強烈又巨大的熱帶氣旋，它在2014年主要吹襲日本，並一度成為當年度西北太平洋最強的熱帶氣旋。系統源自於楚克附近的一個低壓槽，後於7月3日發展成熱帶風暴。4日發展成颱風之後，隔日遂開始快速增強，期間鞏固其既巨大又明確的風眼，並於6日晚間達到強度巔峰。自7日起，颱風強度開始由盛轉衰，8日浣熊在横過沖繩後，翌日晚上以強烈熱帶風暴的強度登陸九州。10日橫過本州南部沿岸後，於7月11日轉化為温帶氣旋，該系統在數日後於鄂霍次克海消散。浣熊在其生命史上嚴重影響日本和其他國家，其中日本尤為嚴重，受颱風和梅雨锋配合產生的暴雨影響，日本全國有5人死亡、67人受傷。總計在日本和韓國造成至少5226萬美元的經濟損失。該風暴亦是該年度首個在日本造成人員傷亡的熱帶氣旋。

## 氣象歷史
2014年6月30日晚上，一个熱帶擾動在楚克州以东约220公里处的，有着广阔对流的低壓槽中生成。日本氣象廳在次日晚上报告称，同一地区有一个低壓區生成。7月2日晚上，日本气象厅升格其为热带低气压，此后，系统受益于良好的流出而形成了對流带，且处在地区的垂直風切變较弱，所以联合台风警报中心对系统发出熱帶氣旋形成警報。7月3日凌晨，日本气象厅开始对系统发出公告，並將其命名為「浣熊」。此外，联合台风警报中心将这个有着混乱而广阔对流的风暴升格为热带低气压，并给予其编号「WP082014」。当日晚上，该系统的低层环流中心进一步优化，同时联合台风警报中心升格系统为热带风暴。
7月4日凌晨，日本氣象廳將該系統升格為熱帶風暴，此時微波成像顯示浣熊的眼牆正在發展。下午5时（協調世界時上午9時），日本气象厅將浣熊升格为强热带风暴，并在三小时后將該系統升格为台风，此时浣熊沿着深层副热带高压脊的南部边缘向西北方向移动。同日晚上，联合台风警报中心將該系统升格为台风，此时浣熊已经进一步巩固了它几乎连续的眼墙。7月5日，得益于强劲的全面流出，浣熊快速增强，巩固自己的对流带，并紧紧包裹成一个45公里宽，但参差不齐的风眼。当日中午，浣熊进入菲律宾大气地球物理和天文管理局的管辖范围内，被给予了當地名称。
7月6日，风暴继续沿深层副热带高压脊南部边缘向西北偏西方向移动，其风眼在这一过程中增大到直径65公里，并且高度对称。微波成像不仅显示了系统南部半圆的小型强烈对流核心和改进的对流带，还显示了在风暴在径向流出支持下进行的快速增强。同日晚上，浣熊的外眼墙开始形成，但联合台风警报中心仍將浣熊升格为超級台风，并指其眼墙已经开始收缩。此时，日本气象厅分析称，浣熊已达到最高强度每小時175公里每小時（10分钟持续风速，事后的最佳路径上调至每小時185公里）的风速，且气压下降到930百帕斯卡，即27.46英寸汞柱。
7月7日凌晨，聯合颱風警报中心報告稱，浣熊已經到達每小時250公里（一分鐘平均風速）的最高強度（事后的最佳路径中上调至每小時260公里，並将其升格为五级超级台风）。此時浣熊开始沿深層副熱帶高壓脊的西南邊緣向西北偏北方向移動。在一個有利的環境下，系統的近環形眼不斷擴大，形成了一個有著廣闊面積而又緊密彎曲的深對流帶。然而到了中午，系統西北象限的深層對流遭到侵蝕，這使得聯合颱風警报中心在當日稍晚將浣熊降格為颱風，不過直径75公里的圓形風眼仍能維持。儘管中緯度西風槽為帶來了增強的極向流出，但是它在浣熊的西北象限帶來了下沉氣流，這明顯的阻礙了發展，造成了系統減弱的趨勢。

浣熊在7月8日影響沖繩縣

从7月7日晚上到8日上午，浣熊开始转向北上，其对流也显著增加。此后，浣熊在开始逐渐减弱之前通过宫古海峡。下午，浣熊的对流开始减弱，并且在东半圆出现一个明显的干槽。它的风眼也在同日稍晚在与中纬度西风槽的相互作用下而被遮蔽。7月9日凌晨，浣熊西北象限周围的垂直风切变增加，导致浣熊的深对流被严重侵蚀。不久，系统急剧转向东移，几乎与此同时，日本气象厅將浣熊降格为强热带风暴，此时冷层积云开始侵入系统。在联合台风警报中心降格浣熊为热带风暴的同时，系统开始沿副热带高压脊接近中纬度西风槽的边缘移动。
7月10日上午6时（協調世界時7月9日下午10時），浣熊在日本鹿儿岛县阿久根市沿海登陸，并且向东北偏东加速移动。即使此時中纬度西风槽仍在为系统提供增强通道，但無法避免对流继续被强烈的垂直风切变大量切散。浣熊於17时30分（協調世界時上午9時30分）左右在和歌山县南部沿海再次登陆。中午时分，联合台风警报中心对系统发出最后警报，指系统的低层环流中心已经严重外露且开始出现鋒面的特性。同時，日本氣象廳將其降格為熱帶風暴。系统在7月11日上午1時30分（協調世界時7月10日下午5時30分）左右抵达伊豆半島附近，并于上午4时（協調世界時7月10日下午8時）前在千叶县富津市第三次登陆。
7月11日早晨，浣熊在日本關東地區以东洋面轉化为溫帶氣旋，并继续向東北方向移动。在当日晚上，系统通过择捉岛，并改向北移动。系统的强度于12日正午时分减弱到低于烈風强度，并于7月13日在鄂霍次克海完全消散。

## 防範措施及影響

### 菲律宾
菲律宾大气地球物理和天文管理局在7月5日将进入管理范围的浣熊命名为，并对其发出报告。
菲律宾大气地球物理和天文管理局日后表示，當时研判浣熊将不会影响菲律宾的任何地区，但未料及浣熊间接地加强了西南季风，为菲律宾一些地区挟带些风雨。

### 中國大陸
7月7日10时，中央气象台发出台风蓝色预警信号，指浣熊可能对钓鱼岛附近海域、浙江北部沿海、长江口、以及黄海南部带来大风。该预警信号于7月10日早晨取消。浙江省舟山市在8日有5,272艘渔船回港避风，全市79条海上航线停运。

### 臺灣
7月7日，臺灣新北市野柳風景區有一家九口遭到浣熊的環流帶來的巨浪襲击，其中七人受伤，所幸均仅为輕傷。

### 日本
當地發布之最高風力警報：暴风特别警报
7月6日，日本氣象廳对琉球群岛发出警告，称台风浣熊将有可能成为袭击该国的最强风暴，它在经过琉球群岛时中心气压可能会低至910百帕斯卡（27英寸汞柱）。气象厅甚至与1961年的「第二室户台风」对比，其掠过日本时的气压仅仅为925百帕斯卡（27.3英寸汞柱）。不过浣熊的威力没有日本气象厅所预计的巨大，浣熊吹袭期间最低气压为964.8百帕斯卡（28.49英寸汞柱），出现在冲绳县宮古島市。从7月6日开始到11日，日本气象厅对风暴发出了25次综合报告，并对民众发出呼吁，要求他们保持最高的警惕应对强风、巨浪和暴雨等一系列灾害。7月7日早上，日本时任内阁总理大臣安倍晋三发出三点指示，要求各单位应积极应对此次台风，并做好消息通报和救灾措施。
7月7日17时20分，日本气象厅对宫古岛地区发布特別警報，这也是自2013年8月30日日本气象厅创立特别警报以来，第二次发出特别警报，且是首次针对热带气旋发出的特别警报（首次为2013年9月13日发出，当时台风万宜吹袭日本，引发大雨，故发出警报）此后，日本气象厅又对沖繩島地区发出特别警报（久米島除外）。同时，日本各地政府在浣熊影响期间对4,172户家庭发出避难指示，另有接近120万户家庭收到避难劝告。风暴吹袭期间，18个都道府县的地质灾害防御局纷纷发布了地质灾害警戒报告，要求各地严加防范。浣熊袭击冲绳前，农林水产省发出通知要求对预防台风对农作物的损害进行农业互助，并在同日发出通知，要求各地做好受台风影响的灾损统计工作。气象厅预报课课长长海称，浣熊有可能对宫古岛地区带来创纪录的强风和暴雨天气。在风暴袭击期间，美军在冲绳岛上的嘉手纳空军基地进入最高级别警戒状态。基地管理部门要求官兵在风暴吹袭期间不要外出，并撤离61架飞机至关岛、菲律宾、韩国或日本本土的美军基地。7月10日，东京都千代田区政府向居民发放沙袋，以防范风暴带来的水灾。该市体育馆也因此准备了干粮等防灾物资。附近的横滨市也启动了新修建的防水设施以抵御系统造成的水害。

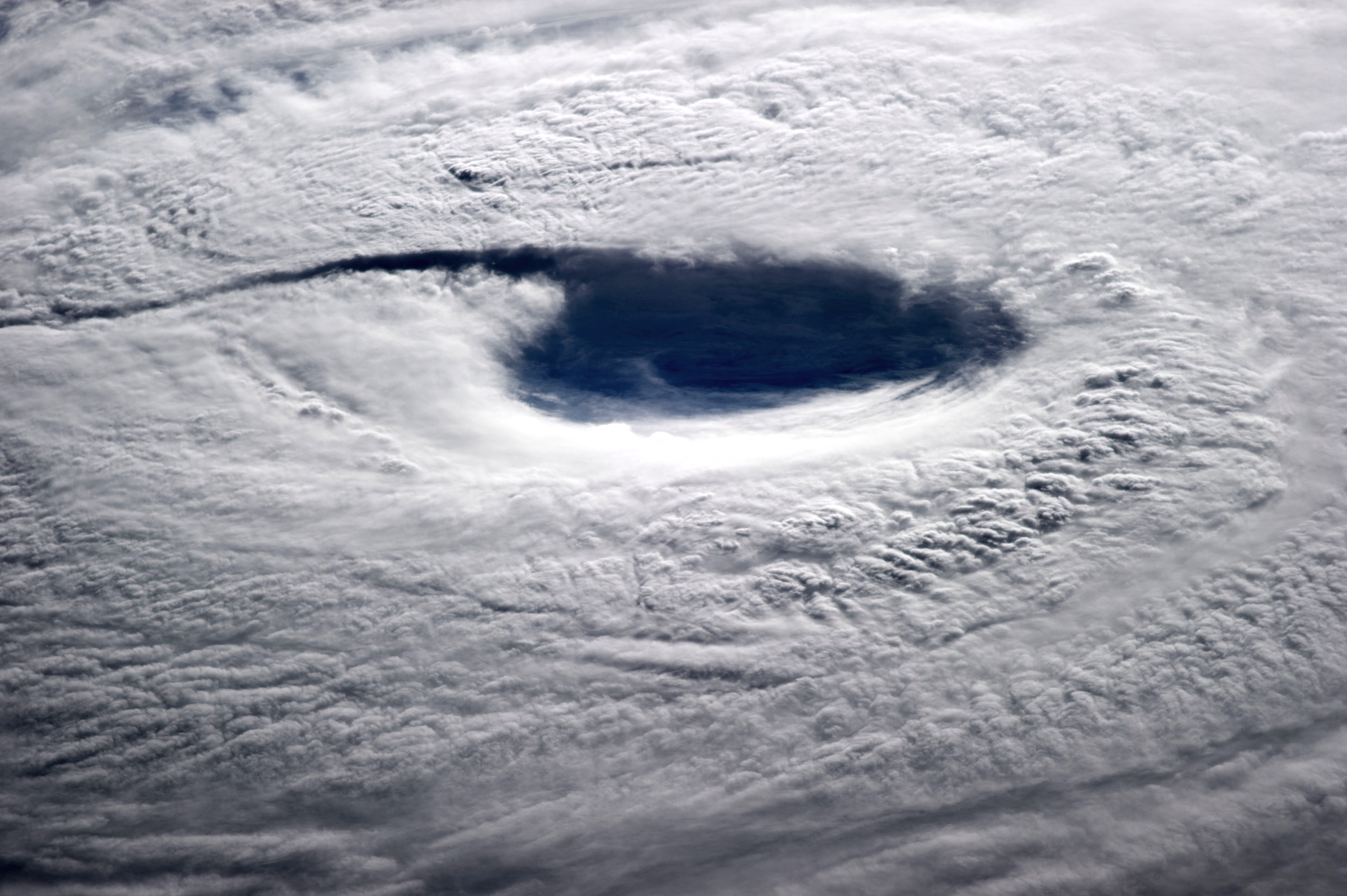
7月7日，從國際太空站俯瞰颱風浣熊的风眼

浣熊对日本的影响大致从7月8日开始，首当其冲的便是琉球群岛地区。7月8日早晨，浣熊接近冲绳本岛和慶良間列島地区，有5个站点测得30米/秒以上的风力。其中渡嘉敷村测得最高持续风速35.3米/秒，该站点还测得最大瞬间风速53米/秒。此外，受浣熊影响，冲绳地区普降暴雨，在读谷村，7月9日该地出现了一小时96.5毫米的惊人雨量。而在冲绳本岛上的名護市，风暴在7月9日和10日的24小时内在这里倾泻了438毫米的雨水。浣熊北上东移并登陆日本西岸后，浣熊也为日本带来了暴雨天气，其中宮崎縣虾野市在浣熊严重影响日本本土地区的7月10、11日期间出现了337.5毫米的暴雨。受此影响，宇流麻市的天愿川，静冈县的山狩川出现河水氾濫，591户家庭被迫撤离，103户家庭入水。受风暴影响，日本各地出现大浪，全国有5个站点报告6米以上的大浪，其中静冈县御前崎沿海出现6.7米的巨浪。系统吹袭期间，三重县員辨市和高知县南國市等4地出现小型龙卷风，强度约为F0级，导致11幢建筑遭到损坏，并有不少温室大棚损坏。此外，当风暴仍在北马里亚那群岛附近加强之时，一条梅雨锋严重影响了日本地区，为日本的九州和东北地方带来了大雨天气。
浣熊直接造成日本3人死亡，并造成67人受伤，其中9人重伤。风暴吹袭期间引发大量地质灾害，其中泥石流20处、山体滑坡2处、崖崩34处，其中长野县南木曾町尤为严重，泥石流冲毁了城镇的一部分，其中1人死亡。在茨城县一座矿山，一位67岁的老员工在驾驶挖掘机登坡时因坡面太滑而导致机器失控翻滚，他也被抛出驾驶座，送院后被告不治。受强风和暴雨影响，那霸市的古迹玉陵的门板脱落，而读谷村的座喜味城遗址出现塌方。风暴带来的暴雨等灾害造成日本接近45万户家庭停電，其中仅冲绳电力下属之区域就有接近20万户停电。此外，系统影响日本期间，日本全国至少有3,562户断水，截止7月22日仍有23户断水。风暴带来的大雨和大量地质灾害损坏了大量房屋和其他建筑，全国有124幢住宅和69幢其他各类建筑受损，其中14幢住宅完全损坏，另有1,384幢住宅入水。此外，受风暴带来的热浪影响，日本的关东地方和北海道出现极端高温天气，群马县馆林市甚至出现了38度的极端高温天气。受此影响，日本全国有152人入院，其中幸手市一位女性身亡。
受浣熊影响，日本全国有四条国道一度中断，截止7月14日早晨仍有两条国道处于中断状态。另外，有32处市道受系统影响暂停通行，还有11条高速公路在浣熊影响下停止通行。此外，日本全国有10条铁路在浣熊影响下终止运行，其中东海旅客铁道中央線受损最为严重，在南木曾站至十二兼站出现泥石流，铁路的桥梁也遭到泥石流冲毁。7月8日，沖繩都市單軌電車受风暴影响全日停止运行。同日，从冲绳那霸机场起飞的8个航空公司的所有航班被取消，至少2万人受影响，同日冲绳县5条高速公路也停止通行，还有12辆出租車在同日受水浸影响而报废。在7日至11日，浣熊还导致日本全国至少690班次航班取消。至少风暴还导致162个水上航线停止运作，另有14处各类港口出现损坏或设施损毁的情况。此外，在浣熊在鹿儿岛登陆的10日早晨，九州新幹線从熊本站到鹿儿岛中央站的路段一度停运。长崎县著名景点端岛的连接桥被风暴损坏，一度禁止进岛。
受风暴影响，冲绳县有2万3千户家庭的电视、广播等信号短暂停止。此外，因为空、海运都受浣熊影响而延误或取消，在冲绳、鹿儿岛等5个县出现送货延迟；冲绳县内的邮政也因大雨导致道路积水、禁止通行等而出现了一到两小时的延误。此外，受船运取消影响，非冲绳县内的邮政、快递出现滞货；而在南木曾町，受连日暴雨和泥石流灾害（上述）影响，导致配件一度中断。在日本全国，有超过两万五千公顷农作物被风暴破坏，家畜死亡超过一万头。在日本全国出现了819处农、林地损坏事件，另有653处农林业设施被毁。受台风影响，冲绳县的水稻产量减少，平均指数仅为88（日本全国为101）。水产业方面，高知、冲绳县共损失水产品10,900只，并有15处渔港损坏，51艘渔船损坏或沉没，农业和水产业损失超过22亿日元。浣熊还导致冲绳岛等多个岛屿的学校停课，一座巴西石油下属的炼油厂停止运作。此外，在九州、四国岛上的玄海、川内和伊方核电站一度停止运行。
本次风灾，日本全国损失5,222.6万美元，其中冲绳县最多，接近2600万美元。

### 南韩
7月9日，济州岛受到浣熊的环流袭击，有一万三千户受风暴影响一度断电。受风暴影响，有超过两千艘各类船只回到港口避风，不过仍有部分在外的渔船出现倾覆。同日濟州國際機場有187班次航班取消，80班次延误。西归浦市有养殖场被破坏，大静邑有金橘养殖棚被摧毁，漢拿山和海水浴場等景点也被迫关闭。
此前，为防止世越号沉没事故海域受台风影响导致遇难者遗体遗失，南韩政府事故对策本部组织搜救人员在船体窗户及入口等处设置了磁铁拦道木及防护网，并在船体附近5到10公里处加设防护网。世越号救援队于7月11日重启搜救工作。

## 救灾及善后措施
台风影响日本期间，各地整备局派出了30辆各类车辆进行排水、照明和通讯作业。日本自卫队也在7月9日派出了一支部队和一架飞机前往慶良間列島的渡嘉敷村进行防灾工作。另外，日本中部地方整备局派出了32人前往南木曾町指导救灾工作。另外，在南木曾町附近的中津川市，有民间救灾协会组织了27人的志愿者团队前往南木曾町进行救灾工作。日本政府也派出了数个调查团，前往长野、山形、冲绳三县视察救灾工作。农林水产省和气象厅也派出了总计数十人的数支调查团前往灾区指导复旧工作。日本紅十字會长野、冲绳、山形和福冈分部也前往灾区进行了支援救灾工作。NTT派出职员前往灾区处理传输缆损坏，并于13日完成修复工作。
2014年7月9日，日本内阁府宣布，灾害救助法和受災者生活再建支援法将适用于长野县的南木曾町和山形县的南阳市。同日，南阳市又被宣布成为受災者生活重建支援法的使用区域。在长野县，經濟產業省决定对受灾中小企业单位实施基准利率1.60%的灾害复兴贷款，另允许对该镇电力部门的灾害采取特殊措施。7月22日，日本总务省决定对南木曾町和南阳市发放地方支付税4.22亿日元。8月15日，日本政府指定受台风影响严重的长野县南木曾町和宫崎县椎葉村为「激烈灾害」地区，两地损失共计约4.1亿日元。截至8月22日，日本損害保险协会（冲绳分会）共对灾区的灾民支付了超过20亿日元的保险金。9月10日，冲绳县厅通过价值105.4亿日元的补正预算，其中约18.4亿日元将用于台风灾害的重建工作。由于在本次台风中，冲绳县读谷村的一条国道和一条县道因暴雨而不能通行，为了避免此类事件，读谷村村长和美军嘉手纳空军基地长官詹姆斯·赫卡准将签署协定，在紧急时刻允许民众车辆进入基地内通行。

## 外部連結
- 日本國立情報學研究所的报告 （页面存档备份，存于）
- 日本氣象廳以及各分厅的报告 （页面存档备份，存于）
- 日本气象厅的最佳路径 （页面存档备份，存于）
- 日本气象厅的灾害报告 （页面存档备份，存于）（台风浣熊）
- 美国海军研究实验室的报告 （页面存档备份，存于）